# Поплави (Березинський район)
Поплави (біл. вёска Паплаві) — село в складі Березинського району Мінської області, Білорусь. Село підпорядковане Поплавській сільській раді, розташоване в східній частині області.